# Champoly
Champoly est une commune française située dans le département de la Loire en région Auvergne-Rhône-Alpes.

## Géographie
- Mairie : 718 mètres d'altitude.

### Climat
Pour des articles plus généraux, voir Climat d'Auvergne-Rhône-Alpes et Climat de la Loire.
En 2010, le climat de la commune est de type climat des marges montargnardes, selon une étude du Centre national de la recherche scientifique s'appuyant sur une série de données couvrant la période 1971-2000. En 2020, Météo-France publie une typologie des climats de la France métropolitaine dans laquelle la commune est exposée à un climat de montagne ou de marges de montagne et est dans la région climatique Nord-est du Massif Central, caractérisée par une pluviométrie annuelle de 800 à 1 200 mm, bien répartie dans l’année.
Pour la période 1971-2000, la température annuelle moyenne est de 9,7 °C, avec une amplitude thermique annuelle de 15,8 °C. Le cumul annuel moyen de précipitations est de 1 008 mm, avec 11,2 jours de précipitations en janvier et 8 jours en juillet. Pour la période 1991-2020, la température moyenne annuelle observée sur la station météorologique de Météo-France la plus proche, « Saint-Just-en-Chevalet », sur la commune de Saint-Just-en-Chevalet à 6 km à vol d'oiseau, est de 9,8 °C et le cumul annuel moyen de précipitations est de 884,6 mm,. Pour l'avenir, les paramètres climatiques de la commune estimés pour 2050 selon différents scénarios d'émission de gaz à effet de serre sont consultables sur un site dédié publié par Météo-France en novembre 2022.

## Urbanisme

### Typologie
Au 1er janvier 2024, Champoly est catégorisée commune rurale à habitat très dispersé, selon la nouvelle grille communale de densité à sept niveaux définie par l'Insee en 2022.
Elle est située hors unité urbaine et hors attraction des villes,.

### Occupation des sols
L'occupation des sols de la commune, telle qu'elle ressort de la base de données européenne d’occupation biophysique des sols Corine Land Cover (CLC), est marquée par l'importance des territoires agricoles (48,6 % en 2018), en diminution par rapport à 1990 (50,5 %). La répartition détaillée en 2018 est la suivante : 
forêts (43,9 %), prairies (41,8 %), zones agricoles hétérogènes (6,7 %), zones industrielles ou commerciales et réseaux de communication (3 %), milieux à végétation arbustive et/ou herbacée (2,3 %), zones urbanisées (2,2 %). L'évolution de l’occupation des sols de la commune et de ses infrastructures peut être observée sur les différentes représentations cartographiques du territoire : la carte de Cassini (XVIIIe siècle), la carte d'état-major (1820-1866) et les cartes ou photos aériennes de l'IGN pour la période actuelle (1950 à aujourd'hui).

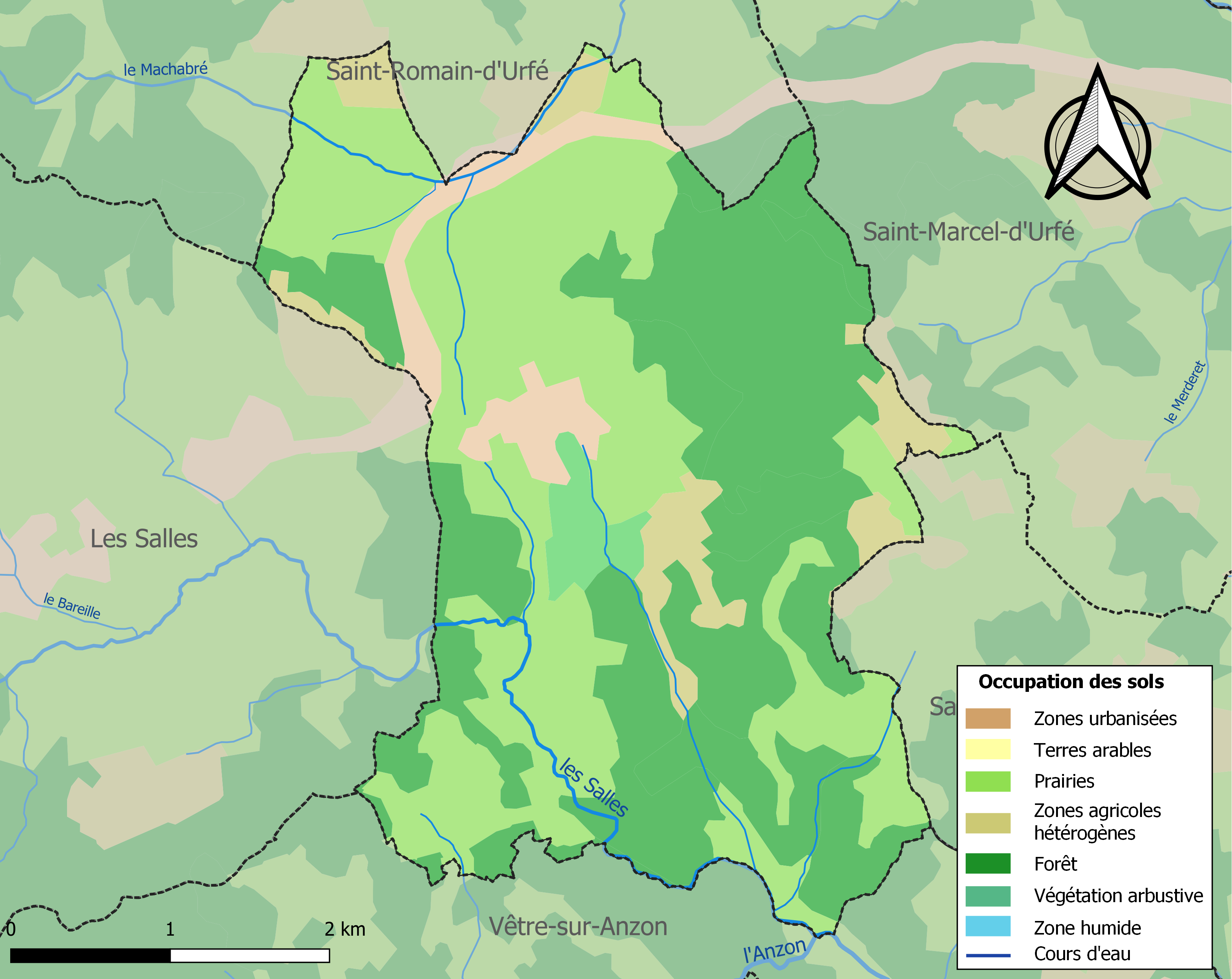
Carte des infrastructures et de l'occupation des sols de la commune en 2018 (CLC).

## Histoire
De Campo polito (XIe siècle), terrain mis en culture, nettoyé de sa végétation. Champoly n’est paroisse que depuis le XVIIe siècle. Avant, la chapelle était celle du château d’Urfé.
Une voie romaine reliant Saint-Martin-la-Sauveté et Cervières passait à Champoly.
Une activité économique se développe par la présence d'une carrière, d'une scierie, d'un artisanat important et d'exploitations agricoles. Un tissu associatif contribue à une vie sociale importante.

## Politique et administration
| Période                                  | Période  | Identité        | Étiquette | Qualité                                                             |
| ---------------------------------------- | -------- | --------------- | --------- | ------------------------------------------------------------------- |
| Les données manquantes sont à compléter. |          |                 |           |                                                                     |
| mars 1995                                | 2020     | Daniel Perotti  |           | Fonctionnaire Président de la Communauté de communes du Pays d'Urfé |
| mai 2020                                 | En cours | Ingrid Meunier, |           | Technicienne qualité                                                |

## Population et société

### Démographie

#### Évolution démographique
Il est difficile de connaître la population exacte de la paroisse avant la Révolution. En 1788 on comptait 850 habitants. Une nette progression s'effectue et en 1806 c'est l'apogée avec 1140 habitants. Ce chiffre restera relativement stable jusqu'en 1891 (990 habitants). Puis la révolution industrielle provoquant le déclin de l'économie traditionnelle, c'est la désertion des campagnes qui entraînera le dégringolade des chiffres.

L'évolution du nombre d'habitants est connue à travers les recensements de la population effectués dans la commune depuis 1793. Pour les communes de moins de 10 000 habitants, une enquête de recensement portant sur toute la population est réalisée tous les cinq ans, les populations de référence des années intermédiaires étant quant à elles estimées par interpolation ou extrapolation. Pour la commune, le premier recensement exhaustif entrant dans le cadre du nouveau dispositif a été réalisé en 2007.

En 2022, la commune comptait 315 habitants, en évolution de −3,96 % par rapport à 2016 (Loire : +1,32 %, France hors Mayotte : +2,11 %).
| 1793  | 1800 | 1806  | 1821  | 1831  | 1836  | 1841 | 1846  | 1851  |
| ----- | ---- | ----- | ----- | ----- | ----- | ---- | ----- | ----- |
| 1 000 | 832  | 1 140 | 1 038 | 1 006 | 1 005 | 978  | 1 041 | 1 032 |

| 1856 | 1861  | 1866 | 1872 | 1876 | 1881 | 1886 | 1891 | 1896 |
| ---- | ----- | ---- | ---- | ---- | ---- | ---- | ---- | ---- |
| 995  | 1 047 | 983  | 994  | 976  | 980  | 979  | 990  | 925  |

| 1901 | 1906 | 1911 | 1921 | 1926 | 1931 | 1936 | 1946 | 1954 |
| ---- | ---- | ---- | ---- | ---- | ---- | ---- | ---- | ---- |
| 900  | 870  | 820  | 715  | 658  | 656  | 610  | 616  | 542  |

| 1962 | 1968 | 1975 | 1982 | 1990 | 1999 | 2006 | 2007 | 2012 |
| ---- | ---- | ---- | ---- | ---- | ---- | ---- | ---- | ---- |
| 520  | 437  | 361  | 373  | 307  | 260  | 276  | 278  | 309  |

| 2017 | 2022 | - | - | - | - | - | - | - |
| ---- | ---- | - | - | - | - | - | - | - |
| 329  | 315  | - | - | - | - | - | - | - |

#### Pyramide des âges
La population de la commune est relativement âgée.
En 2018, le taux de personnes d'un âge inférieur à 30 ans s'élève à 27,5 %, soit en dessous de la moyenne départementale (35,0 %). À l'inverse, le taux de personnes d'âge supérieur à 60 ans est de 36,7 % la même année, alors qu'il est de 28,4 % au niveau départemental.
En 2018, la commune comptait 162 hommes pour 166 femmes, soit un taux de 50,61 % de femmes, légèrement inférieur au taux départemental (51,65 %).
Les pyramides des âges de la commune et du département s'établissent comme suit.
| Hommes | Classe d’âge | Femmes |
| ------ | ------------ | ------ |
| 2,5    | 90 ou +      | 0,6    |
| 8,8    | 75-89 ans    | 9,1    |
| 28,1   | 60-74 ans    | 24,3   |
| 15,5   | 45-59 ans    | 15,7   |
| 22,0   | 30-44 ans    | 18,4   |
| 4,9    | 15-29 ans    | 11,2   |
| 18,1   | 0-14 ans     | 20,6   |

| Hommes | Classe d’âge | Femmes |
| ------ | ------------ | ------ |
| 0,8    | 90 ou +      | 2,3    |
| 8      | 75-89 ans    | 11     |
| 17,1   | 60-74 ans    | 18,2   |
| 19,5   | 45-59 ans    | 18,7   |
| 17,5   | 30-44 ans    | 17     |
| 17,9   | 15-29 ans    | 16     |
| 19     | 0-14 ans     | 16,8   |

Si la tranche d'âge des 0-14 a retrouvé des effectifs très corrects, celle des 15-29 ans reste très sous-représentée du fait du départ des étudiants et des jeunes actifs.

## Sites et monuments

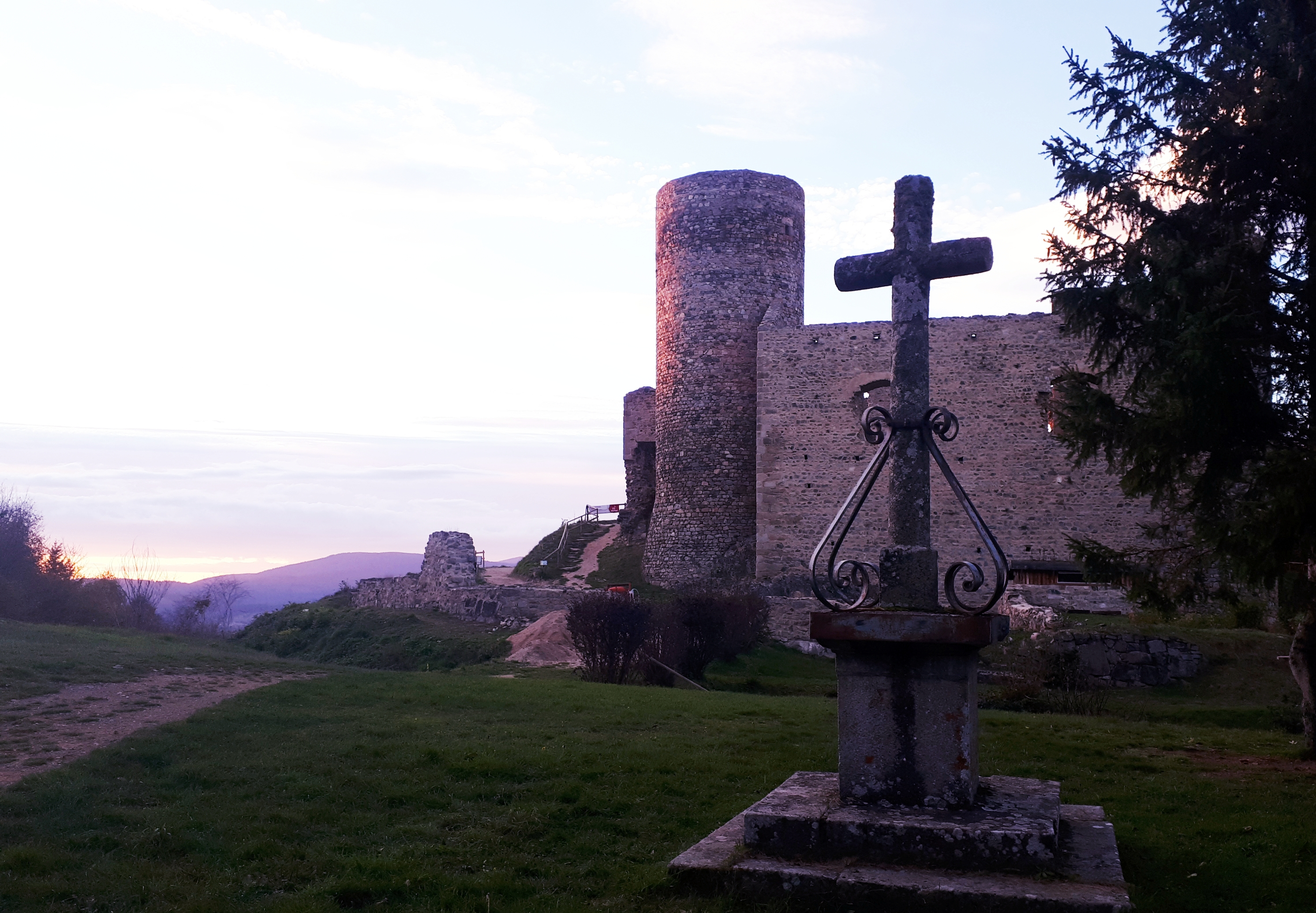
La façade et le donjon du Château d'Urfé

- Vue depuis le donjon du château d'Urfé en direction du Nord, vers Saint Just en Chevalet, les Monts de la Madeleine et au premier plan : la cour intérieure du château.La façade et le donjon du Château d'UrféChâteau des Cornes d'Urfé (berceau de la famille d'Urfé dans la Loire). Visite gratuite. Édifié entre les XIIe et XIVe siècles à 927 m d'altitude, le château des Cornes d'Urfé offre une position privilégiée d'observation sur trois provinces historique distinctes : le Forez / Roannais - le Bourbonnais - et l'Auvergne. Du château il ne reste que des légendes et d'imposantes ruines qui pointent vers le ciel leurs cornes minérales. Objet de luttes incessantes entre sires de Beaujeu et comtes de Forez, pillé et ruiné en 1789, on peut encore voir une enceinte quadrangulaire, un donjon du XIIe de 18 m de hauteur avec une table d'orientation en lave émaillée, une tour-porte carrée, des tours et courtines. Après l'hypothétique assassinat de Jean d'Urfé en 1418, la famille s'établira dans la plaine du Forez à la Bâtie d'Urfé. Le château reste habité de façon épisodique, notamment par Anne d'Urfé[21] qui lui rendra hommage dans plusieurs poèmes. C'est cependant à la Bâtie d'Urfé que son frère, Honoré d'Urfé, écrira L'Astrée. Peu habité et entretenu, le château est vendu au marquis de Simiane, puis à la famille de... [au cours du XVIIIe siècle][22]. Le château est actuellement en cours de restauration. Aujourd'hui, une association s'est constituée pour la renaissance d'Urfé. Chaque été, « REMPARTS » organise des chantiers de jeunes et restaure le château pierre par pierre. Le point de vue offert par la plate-forme du donjon permet de voir le puy de Dôme à l'ouest (au-delà du village médiéval de Cervières), et la chaîne du Mont-Blanc à l'est (au-delà des monts du Lyonnais).

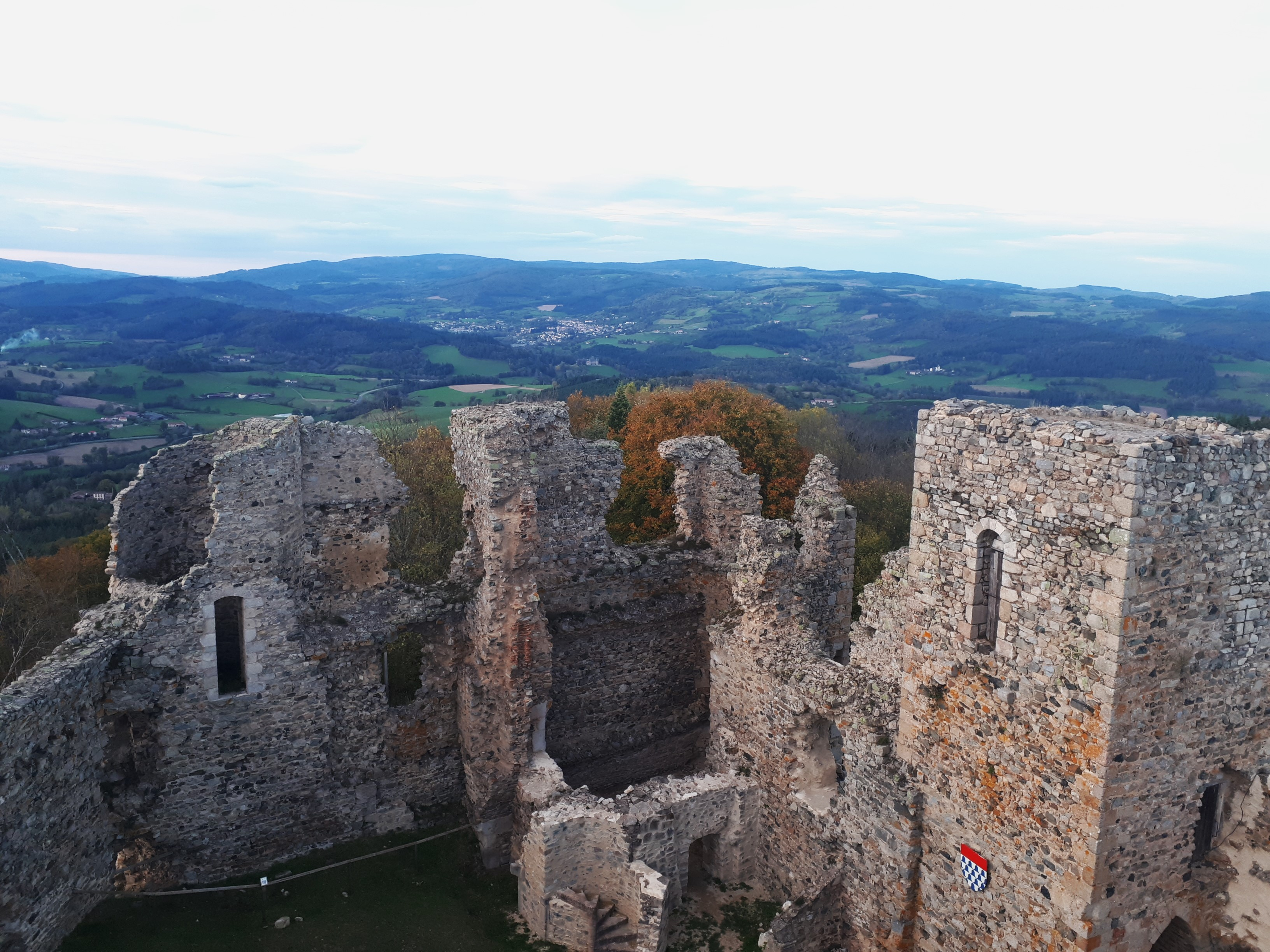
Vue depuis le donjon du château d'Urfé en direction du Nord, vers Saint Just en Chevalet, les Monts de la Madeleine et au premier plan : la cour intérieure du château.

- Le Gour Dodu : suite de cascades ayant creusé des marmites dans des roches granitiques (les gours). Les cascades sont situées dans un vallon encaissé au cœur d'une forêt de feuillus, donnant au site un charme unique. L'accès au site, par le hameau de Corbillon, n'est aujourd'hui pas particulièrement aménagé. Ce qui en fait une curiosité pour visiteurs avertis.
- Église Saint-Bonnet de Champoly.

## Vie culturelle
Le village de Champoly possède une vie culturelle riche, qui se structure autour d'une vingtaine d'associations.
Le village compte également un lieu d'échanges culturels : Passerelle 109.
Ouvert depuis 2009 dans l'ancienne cure de la commune, Passerelle 109 est à la fois résidence d'artistes, salle de spectacles, bibliothèque, structure de proximité, relais CAF. Y sont proposés des animations, des stages, des soirées thématiques et des spectacles.

## Personnalités liées à la commune
- Honoré d'Urfé, (° 1567 - † 1625) comte de Châteauneuf, marquis du Valromey, seigneur de Virieu-le-Grand, écrivain français et savoisien.
- Anne d'Urfé (1555 - 1621), frère du précédent, poète et chef de la Ligue en Forez